# Garešnica
Garešnica és una ciutat de Croàcia que es troba al comtat de Bjelovar-Bilogora. El 2011 tenia 10.472 habitants. És documentada per primera vegada el 1257.